# TOUR 00〜01 MACABRE
『TOUR 00⏩01 MACABRE』（ツアー・00⏩01・マカブラ）はDir en greyのライブドキュメンタリーDVD。2001年8月22日発売。

## 解説
- 2ndアルバム『MACABRE』に先がけ、2000年9月9日から始まったツアー「TOUR 00⏩01 MACABRE」を、ドキュメンタリー形式で収録した映像作品。
- ハーモニーホール座間での初日公演でボーカルの京が突発性難聴にかかってしまい、以降のライブ延期とバンド活動停止という事態に陥ったが、そこから復活を遂げるスタンディング・ツアー、その後の全国ホールツアーライブ、バンド初となるカウントダウンライブ、日本武道館での最終公演など、全国32ヶ所38公演活動の様子が収録されている。
- 本編はドキュメンタリーDVDなので、演奏光景はあまり収録されておらず、ライブ映像や裏舞台、リハーサル光景、楽屋風景、移動中の様子、ハプニング、オフショットなどが収録され、ツアーの裏側やメンバーの素顔を垣間見ることができる作品となっている。

## 収録曲
1. 脈
2. Deity
3. 蛍火
4. アクロの丘
5. egnirys cimredopyh +) an injection
6. 惨劇の夜
7. Hydra
8. 理由
9. 蒼い月
10. JEALOUS
11. Berry
12. 秒「」深
13. 【KR】cube
14. ザクロ
15. 太陽の碧
16. MACABRE-揚羽ノ羽ノ夢ハ蛹-
17. ain't afraid to die

- DVD特典映像“TOUR 2000 The type of Deity”

## TOUR 00⏩01 MACABRE Deep[-], Deep[-], Deep[-], Deep[er]
『TOUR 00⏩01 MACABRE Deep[-], Deep[-], Deep[-], Deep[er]』（マカブラ・ディープ・ディープ・ディープ・ディーパー）は、DIR EN GREY（当時の表記はDir en grey）のオフィシャルファンクラブである「a knot」の入会者限定に発売された、同バンドのライブビデオ。 
- 2001年OFFICIAL FAN CLUB「a knot」において数量限定で通信発売された。
- ライブビデオ「TOUR 00⏩01 MACABRE」のツアー追加要素映像を収録。

収録映像

1. 12/4(月)　Zepp Tokyo
2. 12/5(火)　Zepp Tokyo
3. 12/12(火)　Zepp Sendai
4. 12/14(木)　Zepp Sapporo
5. 12/20(水)　Zepp Osaka
6. 12/22(金)　Zepp Osaka
7. 12/24(日)　名古屋ダイアモンドホール
8. 12/25(月)　名古屋ダイアモンドホール
9. 12/28(木)　Zepp Fukuoka
10. 12/31(日)　Banana Hall